# Франц фон Турн и Валсасина
Франц фон Турн и Валсасина (на немски: Franz, Graf von Thurn und Valsassina; * 1508; † 25 февруари 1586) е граф на Турн и Валсасина и на Кройц в Каринтия, граф на Линц. Той е таен съветник в двора на австрийския ерцхерцог Фердинанд II.

## Произход, титла и наследство
Родът му произлиза от италианската фамилия Дела Торе и през 13 век чрез женитба получава господството Валсасина в провинция Леко. Фамилията се мести в Каринтия.
Той е син на граф Файт фон Турн и Валсасина (* 15 юни 1471; † 22 февруари 1547), фрайхер на Кройц, и съпругата му Бианка Полисена ди Симонета е Кварто († 1549). Внук е на Антон I фон Турн и Валсасина († 1512) и първата му съпруга Амороза фон Ланденберг († 1482), дъщеря на Якоб фон Ланденберг.
Франц и братовчед му Антон II († 1569), ландмаршал на Гьорц, са издигнати през 1541 г. на фрайхер и граф. Франц получава чрез военни служби няколко имота в Бохемия и Моравия.
Родът е издигнат през 1642 г. на имперски фрайхер и 1680 г. на имперски граф фон Турн-Валсасина и Таксис.

## Фамилия
Първи брак: през 1533 г. с фрайин Анна Лидмила Беркова з Дубе а Липе († 28 октомври 1558), дъщеря на Петр Дубски († 1520) и Беатрикс з Коловрат († 1541). Те имат децата:
- Сабина, омъжена за Вилхелм фон Цимерн-Мьоскирх
- Анна Мария († сл. 13 август 1597), омъжена 1561 г. в Прага за граф Хайнрих II фон Хардег (* 1541; † 13 април 1577)
- Сузана, омъжена за Алфонсо ди Порция
- Георг (1538 – 1592), фрайхер на Кройтц, женен I. за графиня Мария фон Цимерн-Мьоскирх († 25 октомври 1598, Райфенберг), II. на 15 май 1560 г. за принцеса Саломена фон Мюнстерберг (* 5 април 1540; † 16 май 1567)
- (1/2 брак) Йохан Якоб († 1597), женен за Магдалена Цринии де Серин († 1606)

Втори брак: през 1560 г. с Барбара Шлик цу Пасаун и Вайскирхен (* ок. 1537; † 1581), дъщеря на граф Хиронимус Шлик цу Басано-Вайскирхен-Егер (1494 – 1550), бургграф на Егер/Хеб в Бохемия, и втората му съпруга Катарина фон Глайхен-Тона († сл. 1530), дъщеря на граф Зигмунд II фон Глайхен-Тона († 1525) и Елизабет фон Изенбург (* ок. 1460; † ок. 1543). Те имат децата:
- Бланка Лудмила († 16 януари 1595), омъжена на 4 февруари 1582 г. за граф Бартоломеус Кевенхюлер (* 22 август 1539; † 16 август 1613)
- Сидония
- Сибила
- Поликсена
- Файт Андреас
- Жероним Вацлав (Хиронимус Венцел) († 1613), женен I. на 7 ноември 1585 г. за Анна Лудмила Пруешинк, графиня фон Хардег († 1602), II. за Аполена зе Циротина
- Хайнрих Матиас фон Турн (* 24 февруари 1567; † 28 януари 1640), вожд на въстанието в Бохемия (1618) срещу император Фердинанд II, датски фелдмаршал, след това военачалник и дипломат на шведска служба, женен за Бенигна († 1595, при раждане).